# والیتودو (قمر)
والیتودو (انگلیسی: Valetudo) یکی از قمرهای مشتری است که توسط اسکات اس. شپرد در سال ۲۰۱۶ و با کمک رصدخانه لاس کامپاناس کشف شد.